# Jan Pardus z Horky a Vratkova
Jan Pardus z Vratkova († 1468) byl český táboritský hejtman, který výrazně zasáhl do závěrečné fáze husitských válek. Psal se také „z Hrádku“.

## Husitské války
Od října 1432 do září 1433 byl vrchním hejtmanem táborské obce. V roce 1433 se účastnil výpravě do Horního Slezska a poté na výpravy Spiš, pak velel polním vojskům při obléhání Plzně. Společně s Janem Řitkou z Bezdědic byl poražen v bitvě u Hiltersriedu 21. září 1433. Sám sice vyvázl životem, ale málem byl po návratu od svých lidí ubit. Zastal se ho Prokop Holý, který byl kvůli tomu odvolán z funkce a krátce i vězněn.
Po bitvě u Lipan, které se nezúčastnil, uznal Zikmunda za českého krále. Roku 1436 mu zapsal císař Zikmund všechna zboží opatství podlažického v sumě 2500 kop grošů na šest let. Tím se stalo, že se Pardus usadil v kraji chrudimském. V témže roce společně s Vilémem Kostkou z Postupic a Divišem Bořkem z Miletínka zaútočil na Hradec Králové. Útok byl však odražen knězem Ambrožem a během této akce byl dokonce Vilém Kostka zabit. V roce 1437 obléhal společně s Vilémem Jeníkem mladším z Mečkova moravskou Litovel. Olomoučtí je však zajali a byli nuceni se ze zajetí vykoupit.

## Poděbradské období
Od roku 1440 byl členem rady hejtmana chrudimského kraje Bohuše Kostky z Postupic. Roku 1449 nazývá se také „z Rychmburka“, ale tento hrad dostal až roku 1454 od krále Ladislava, před tím ho měl pouze ve správě. Roku 1449 se společně se Zdeňkem Kostkou z Postupic zúčastnil tažení proti Janu Koldovi ze Žampachu.V roce 1450 se stal příznivcem Jiřího z Poděbrad a dva roky později byl jedním z těch, kteří jej volili zemským správcem. Zemřel v roce 1468.

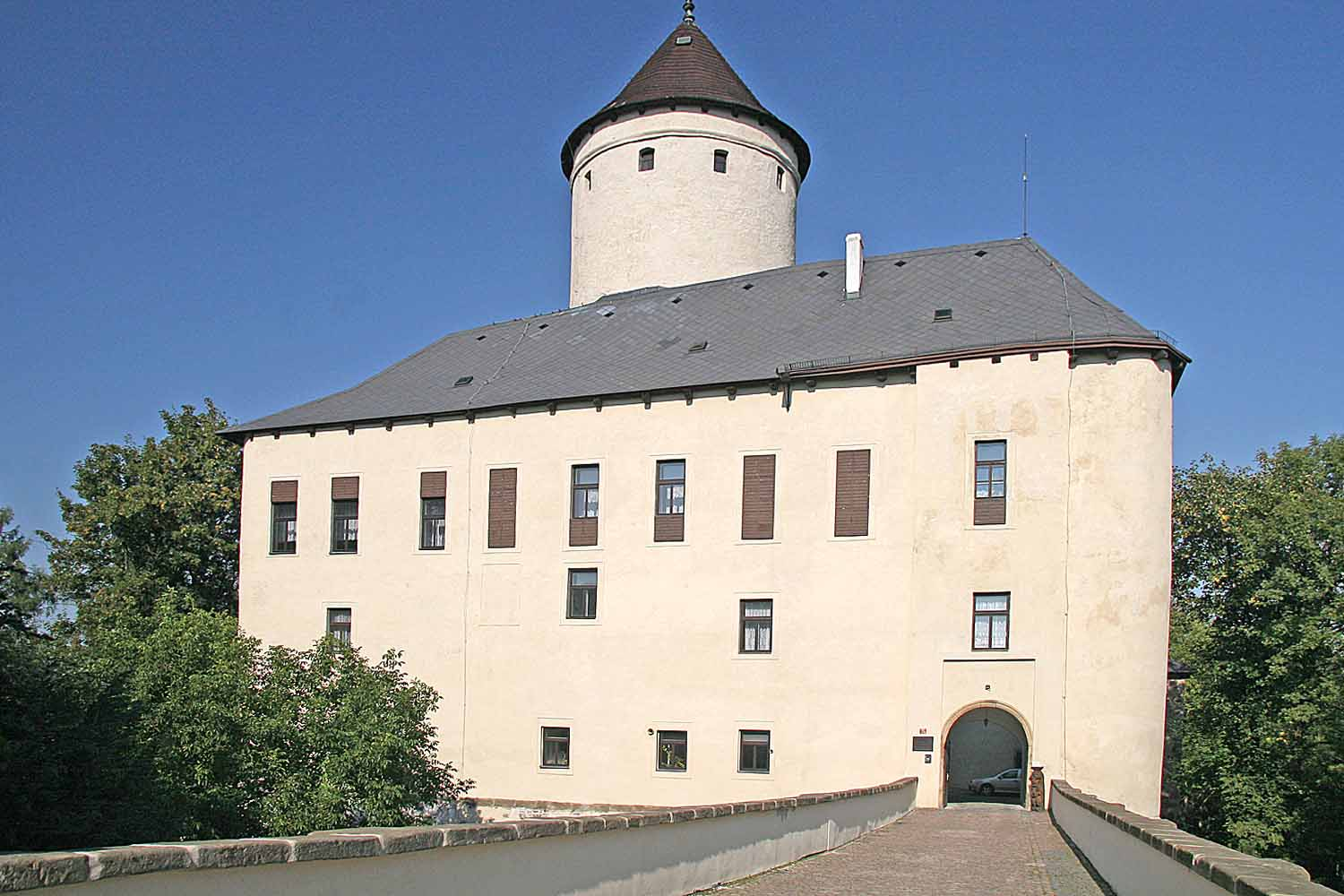
Hrad Rychmburk

Jeho syn Vilém Pardus († 1490) byl posledním z jeho rodové linie.